# Internationale Sha la la
Albums de Mano Solo
Je sais pas trop
(1997) Dehors
(2000)
Internationale Sha la la Live au Tourtour est un album de Mano Solo et son guitariste Jean-Louis Solans paru en 1999. Il s'agit d'un double album enregistré en public.

## Liste des chansons
| 1.  | Je reviens      | 4:04 |
| 2.  | Les Fées        | 2:26 |
| 3.  | Tu t'envoles    | 4:33 |
| 4.  | Le Limon        | 4:44 |
| 5.  | Le Monde entier | 3:09 |
| 6.  | Janvier         | 3:27 |
| 7.  | Dis-moi         | 3:00 |
| 8.  | Le Drapeau      | 4:01 |
| 9.  | Allez viens     | 3:28 |
| 10. | Julie           | 4:41 |
| 11. | C'est en vain   | 2:35 |

| No  | Titre                  | Durée |
| --- | ---------------------- | ----- |
| 1.  | Soir de retour         | 3:01  |
| 2.  | Te souviens-tu         | 2:46  |
| 3.  | Tango                  | 1:56  |
| 4.  | À pas de géant         | 2:21  |
| 5.  | Sacré-cœur             | 3:13  |
| 6.  | Trop de silence        | 3:13  |
| 7.  | La Lune                | 2:50  |
| 8.  | Une image              | 3:35  |
| 9.  | Je suis venu vous voir | 4:20  |
| 10. | Novembre               | 1:50  |
| 11. | Sha la la              | 19:23 |